# دیلین
دیلین (به انگلیسی: Dilin) یک ترکیب شیمیایی با شناسه پاب‌کم ۹۹۳۸ است. 